# Sintesi di Madelung dell'indolo
La  sintesi di Madelung è una reazione chimica che produce indoli sostituiti o non sostituiti mediante ciclizzazione intramolecolare di una N-fenilammide, ottenuta con basi forti (es. sodio ammide o n-butil litio) ad alte temperature (ca. 250 °C).
La N-fenilammide di partenza può essere ottenuta acilando un'anilina (nel caso dell'indolo non sostituito la 2-metil-anilina) con un cloruro d'acile.

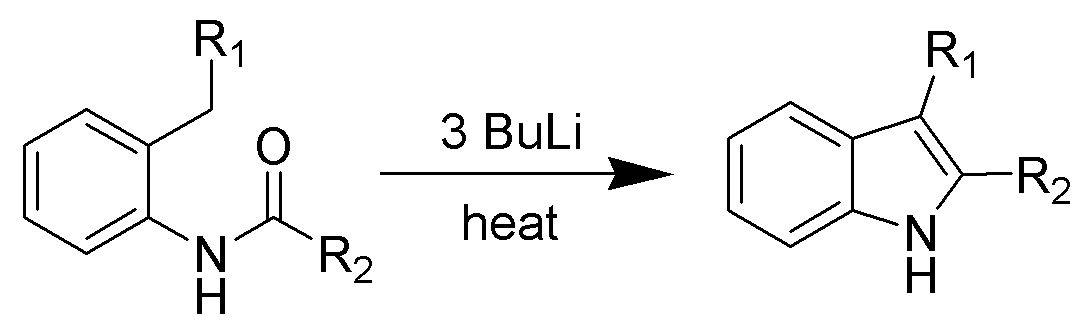
La sintesi di Madelung dell'indolo

A causa delle drastiche condizioni di reazione questo metodo è essenzialmente limitato alla preparazione dei 2-alchilindoli, i quali non sono facilmente ottenibili a partire dall'indolo in quanto le sostituzione elettrofile aromatiche avvengono sul carbonio 3.